# Ionian Island
 (juillet 2023).
Si vous disposez d'ouvrages ou d'articles de référence ou si vous connaissez des sites web de qualité traitant du thème abordé ici, merci de compléter l'article en donnant les références utiles à sa vérifiabilité et en les liant à la section « Notes et références ».
Le Ionian Island est un ferry ayant appartenu à la compagnie grecque Strintzis Lines (actuelle Blue Star Ferries). Construit de 1972 à 1973 aux chantiers Naikai Zōsen de Setoda (fusionnée à la ville d'Onomichi depuis 2006) pour la compagnie japonaise Taiheiyō Enkai Ferry sous le nom d‘Albireo (あるびれお, Arubireo), il est le deuxième navire commandé par l'armateur. Mis en service en février 1973, il navigue dans un premier temps entre Nagoya et l'île de Kyūshū puis vers Hokkaidō à partir du mois d'avril. Transféré en 1982 au sein de Taiheiyō Ferry, il continue de naviguer pour la compagnie jusqu'en 1989. Vendu à la compagnie grecque Strintzis Lines, il entame à compter de 1990 une seconde carrière en Méditerranée sous le nom de Ionian Island après avoir subi quelques travaux de transformations. Principalement exploité entre la Grèce et l'Italie, il desservira également la Turquie en 2001 sous le nom de Çeşme 1 et naviguera aussi entre l'Algérie et la France avant d'être revendu en 2004 à la société Marco Shipping. Renommé Merdif 1, il est exploité dans le golfe Persique entre les Émirats arabes unis et l'Irak. Retiré en 2010, il est finalement vendu à la démolition en Inde.

## Histoire

### Origines et construction
En 1970, la Chambre de commerce et d'industrie de Nagoya et la société ferroviaire Nagoya Railroad créent la compagnie Taiheiyō Enkai Ferry destinée à assurer le transport de fret et de passagers depuis Nagoya vers les différentes îles du Japon. Un premier navire est alors immédiatement commandé aux chantiers Setoda Zōsen de Setoda pour une mise en service prévue pour 1972. Cette commande est suivie, quelques mois plus tard, par celle d'un navire identique.
Prévu pour être exploité entre Nagoya et Hokkaidō avec une escale à Sendai dans la préfecture de Miyagi, le navire, baptisé Albireo, est conçu à l'identique de son jumeau l‘Arkas.
Lancé fin 1972, l‘Albireo est achevé les mois suivants et livré à Taiheiyō Enkai Ferry le 10 janvier 1973. Son nom est une référence à Albiréo, cinquième étoile la plus brillante de la constellation du Cygne. Tout comme son jumeau, il porte un nom commençant par la lettre A, standard qu'a décidé d'instaurer la direction de Taiheiyō Enkai Ferry. Son casque d'étrave est décoré avec les deux kinshachis, également présents sur son sister-ship.

### Service

#### Taiheiyō Enkai Ferry/Taiheiyō Ferry (1973-1989)
L‘Albiero est mis en service en février 1973 entre Nagoya et Ōita, sur l'île de Kyūshū. Il y rejoint son jumeau l‘Arkas, qui a inauguré la ligne en octobre 1972. Les deux navires seront finalement affectés sur la ligne pour laquelle ils ont été conçus en avril 1973 entre Nagoya, Sendai et Tomakomai.
En 1978, le pont extérieur arrière du navire est rehaussé d'un étage, permettant d'augmenter la hauteur du garage réservé aux véhicules particuliers. Ces modifications avaient déjà été réalisées un an auparavant sur l‘Arkas.
Au début des années 1980, Taiheiyō Enkai Ferry se trouve dans une situation financière préoccupante. Ayant été frappée de plein fouet par les chocs pétroliers de 1973 et 1979, la compagnie est dissoute en 1982 et recréée sous la forme d'une nouvelle société dénommée Taiheiyō Ferry. Les navires de la flotte sont alors tous transférés au sein de cette nouvelle entité qui commence ses activités en avril 1982. Afin de marquer le renouveau de l'entreprise, celle-ci opère un changement d'identité visuelle avec l'abandon de la couleur rouge au profit de la couleur bleue, l‘Albiero est ainsi repeint avec une bande bleue sur ses flancs, de même que les autres navires de la flotte (à l'exception notable de l‘Arkas, qui conservera sa livrée originelle).
À la fin des années 1980, Taiheiyō Ferry entreprend le renouvellement de sa flotte en lançant la construction de navires plus imposants et plus confortables. Remplacé en 1989 par le car-ferry Kitakami, l‘Albireo est retiré de la flotte et vendu à la compagnie grecque Strintzis Lines qui avait fait, deux ans plus tôt, l'acquisition de son sister-ship.

#### Strintzis Lines (1989-2004)
Livré à son nouveau propriétaire, le navire est rebaptisé Ionian Island. Après avoir quitté le Japon pour rejoindre la Grèce, il entre aux chantiers de Perama afin de bénéficier d'importants travaux de transformations destinés à l'adapter au marché européen. Ainsi, tout comme son jumeau deux ans plus tôt, sa partie arrière est profondément modifiée avec l'ajout de nouvelles installations à la place d'une partie du pont garage supérieur. De nouvelles cabines sont construites en arrière de la passerelle de navigation et une piscine est même aménagée à l'arrière. La cheminée du navire est également reconstruite et arbore un aspect radicalement différent qu'à l'origine. Enfin, sa capacité est portée à 1 500 passagers et 600 véhicules. Le navire reçoit toutefois des modifications supplémentaires par rapport à son sister-ship avec notamment la suppression des ouvertures latérales le long des ponts 4 et 5, permettant ainsi aux locaux de gagner de l'espace.
Le Ionian Isand entre en service courant 1990 sur les lignes entre la Grèce et l'Italie. Il y rejoint son jumeau l'ex-Arkas, qui avait pris le nom de Ionian Galaxy en 1987.
En 2000, la compagnie Strintzis Lines est acquise par le groupe Attica et devient Blue Ferries. Le navire est alors renommé Blue Island. Remplacé à cette même période par les récents Blue Star 1 et Blue Star 2, il navigue un temps entre Patras et Brindisi avant d'être retiré du service en 2001.
À compter du mois du mai 2001, il est affrété par la compagnie turque Turkish Marmara Lines qui l'emploie entre l'Italie et la Turquie. Le navire est exploité sous le nom de Çeşme 1 tandis que son sister-ship prend le nom de Çeşme 2, bien que la logique aurait été l'inverse étant donné que ce dernier a été mis en service un an avant lui. Toutefois, l'ex-Blue Galaxy a été affrété par la compagnie turque après le Blue Island.
À l'issue de l'affrètement en septembre 2001, le navire est désarmé. Il reprend toutefois du service en juin 2003 et navigue entre l'Algérie et la France durant les étés 2003 et 2004 sous affrètement par la compagnie publique algérienne Algérie Ferries.
Une fois le contrat terminé en septembre 2004, le Çeşme 1 est vendu à l'armateur Marco Shipping qui avait acquis son sister-ship en 2003.

#### Marco Shipping (2003-2011)
Renommé Merdif 1, le navire mis en service dans le courant de l'année 2004 entre Dubaï et l'Irak.
Retiré du service à la fin des années 2000, il est revendu à la casse en 2010. Il gagne à cet effet les chantiers de démolition d'Alang en Inde.

## Aménagements
Le Ionian Island possédait 8 ponts. Si le navire s'étendait en réalité sur 9 ponts, l'un d'entre eux était inexistant au niveau du garage afin de permettre au navire de transporter du fret. À l'origine, les locaux passagers se trouvaient à l'avant des ponts 4, 5, et 6 tandis que le pont 3 et la partie arrière du pont 4 abritaient les garages. À la suite des travaux de 1989-1990, des locaux destinés aux passagers sont ajoutés sur le pont 7.

### Locaux communs
Malgré sa conception orientée vers le transport de fret, l‘Albiero était à l'origine équipé d'installations confortables destinée aux passagers telles qu'un salon, un restaurant, un grill, un snack-bar, une boutique, des bains publics et même un terrain de golf miniature qui sera cependant supprimé en 1978.
Au cours des transformations de 1989-1990, à la suite de l'acquisition du navire par Strintzis Lines, les aménagements sont en partie modifiés. Un casino, une discothèque, une nouvelle galerie marchande ainsi qu'une piscine sont ajoutés dans la partie arrière du navire.

### Cabines
Durant la carrière japonaise du navire, les installations étaient séparées en deux classes. On retrouvait des cabines de première classe de taille variable principalement situées sur les ponts 5 et 6. La seconde classe proposait quant à elle majoritairement des places en couchettes mais aussi en dortoir sur le pont 4.
Après la refonte de 1990, la capacité du navire est portée à 700 couchettes réparties dans 220 cabines privatives.

## Caractéristiques
Le Ionian Island mesurait 167,24 mètres de long pour 24,01 mètres de large, son tonnage était de 9 749 UMS. Celui-ci sera porté à 18 858 UMS après la refonte de 1989-1990. Dans sa configuration initiale, il pouvait embarquer 925 passagers et possédait garage pouvant contenir 95 remorques et 75 véhicules. À partir de 1990, il pouvait accueillir 1 500 passagers et 600 véhicules. Le garage était accessible par trois portes rampes, deux portes axiales situées à la proue et à poupe et une porte latérale située à la poupe du côté tribord. Les accès au garage seront conservés lors de la carrière du navire sous pavillon grec. La propulsion du Ionian Island était assurée par deux moteurs diesels B&W 16U45HU développant une puissance de 13 827 kW entrainant deux hélices faisant filer le bâtiment à une vitesse de 19 nœuds. Il était en outre doté d'un stabilisateur anti-roulis. Les dispositifs de sécurité étaient à l'époque essentiellement composés de radeaux de sauvetage mais aussi d'une embarcation semi-rigide de secours. À partir de 1990, le navire était équipé de six embarcations de sauvetage fermées de grande taille et deux embarcations fermées de plus petite taille.

## Lignes desservies
Sous pavillon japonais, l‘Albireo desservait les lignes inter-îles japonaises de Taiheiyō Enkai Ferry puis de Taiheiyō Ferry. Le navire a dans un premier temps navigué entre Nagoya et Ōita sur l'île de Kyūshū de février à avril 1973 avant d'être finalement affecté vers Hokkaidō sur la route Nagoya - Sendai - Tomakomai jusqu'en 1989.
À partir de 1990, sous les couleurs de Strintzis Lines, le Ionian Island est affecté entre la Grèce et l'Italie sur la ligne Patras - Igoumenitsa - Corfou - Ancône qui sera prolongée vers Venise à partir de 1995. Il naviguera ensuite entre Patras et Brindisi en 2001 avant d'être exploité entre Brindisi et la Turquie sous affrètement par la compagnie Turkish Marmara Lines et enfin entre l'Algérie et la France sur la ligne Alger - Marseille durant les étés 2003 et 2004 pour la compagnie Algérie Ferries.
Le car-ferry terminera sa carrière entre les Émirats arabes unis et l'Irak entre 2004 et la fin des années 2000.